# La Curva, Navolato
La Curva är en ort i Mexiko.   Den ligger i kommunen Navolato och delstaten Sinaloa, i den västra delen av landet, 1 100 km nordväst om huvudstaden Mexico City. La Curva ligger 18 meter över havet och antalet invånare är 655.
Terrängen runt La Curva är mycket platt. Runt La Curva är det ganska tätbefolkat, med 155 invånare per kvadratkilometer. Närmaste större samhälle är Licenciado Benito Juárez, 9,3 km sydost om La Curva. Trakten runt La Curva består till största delen av jordbruksmark.